# Ед Крістофолі
Ед Крістофолі (англ. Ed Cristofoli; народився 14 травня 1967, Трейл, Британська Колумбія, Канада) — канадський професіональний хокеїст грецького походження. Провів 9 ігор в Національній хокейній лізі за «Монреаль Канадієнс» в сезоні 1989—90.

## Ігрова кар'єра
Народився 14 травня 1967 року в маленькому містечку на сході Канади, біля кордону з США в сім'ї вихідців з Греції, провів чотири сезони в університеті Денвера до початку своєї професійної кар'єри в 1989 році. Його запримітили «канадійці» з Монреаля й запросили в стан команди. Ед вдало пройшов передсезонну підготовку й був прийнятий до команди як правий нападник в її 3-й ланці. Але йому не судилося надовго зіграти в цій команді, лише 9 ігор та 1 асистування - ось і весь його доробок. Він не витримував ще фізичних навантажень НХЛ і був відправлений набиратися досвіду в команди нижчі за рангом. 
Але Ед Крістофолі, окрім хокейної кар'єри, доволі успішно навчався в своїй альма-матері Університеті Денвера тому після пропозиції залишитися в університеті, він погодився й перейшов на викладацьку роботу. Згодом, він ще й став керівником університетського спортивно-оздоровчого центру, й продовжує уже разом з дружиною викладацьку роботу, ще й тренуючи у власній спортивній школі при Спортивному центрі університету.